# Кукша (рід)
Кукша (Perisoreus) — рід птахів родини воронових (Corvidae).
Включає три види:
- Кукша канадська (Perisoreus canadensis) — Північна Америка
- Кукша тайгова (Perisoreus infaustus) — північ Євразії
- Кукша китайська (Perisoreus internigrans) — ендемік Китаю (провінція Сичуань)[3]